# Aplanat
Ein Aplanat (von altgriechisch ἀπλάνητος aplánētos „ohne Irrtum“) ist ein optisches System, bei dem die Abbildungsfehler sphärische Aberration und Koma korrigiert sind. Es erfolgt jedoch keine Korrektur des Astigmatismus und der Bildfeldwölbung. Der erste Linsen-Aplanat wurde von C.A. Steinheil etwa 1866 erfunden. Der Begriff Aplanat wurde aber von Ernst Abbe geprägt. Fast zeitgleich entwickelte auch John Henry Dallmeyer ein symmetrisches Objektiv nach dem gleichen Prinzip, das er Rapid Rectilinear nannte. Unter beiden Namen blieb die Objektiv-Konstruktion lange Jahre erfolgreich. Bereits 1857 benutzte Thomas Grubb für seine die Verzeichnung korrigierende Version der damals üblichen, auf einem Achromaten beruhenden Landschafts-Objektive die Bezeichnung Aplanat, weil es auch sphärische Aberration korrigierte. Foto-Optik-Historiker Rudolf Kingslake äußerte den Verdacht, Dallmeyer habe einfach zwei Grubb-Aplanaten symmetrisch um eine gemeinsame Blende gruppiert, Dallmeyers Konkurrent Steinheil hingegen habe den Verdacht des Plagiates gehegt. Steinheil sei womöglich durch seine Freundschaft mit dem Mathematiker von Seidel, dem Theoretiker der optischen Abbildungsfehler, zu seiner Erfindung gekommen. Laut Kingslake ist es wahrscheinlich, dass an zwei entfernten Orten unabhängig voneinander die gleiche Erfindung gemacht wurde, wobei Steinheil einen Vorsprung von wenigen Wochen hatte.

## Aplanate in der Fotografie

Linsenschema eines Aplanaten
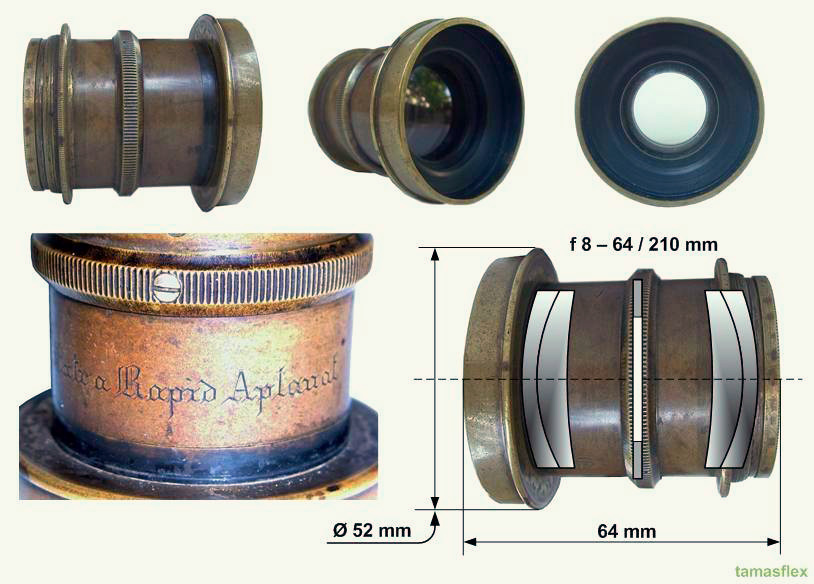
Aplanat

Die in der Fotografie gegen Ende des 19. Jahrhunderts verwendeten Aplanate sind Objektive aus zwei symmetrisch angeordneten Achromaten, zwischen denen sich eine Aperturblende befindet. Aplanate korrigieren den Farbfehler für zwei Farben, den Öffnungsfehler (sphärische Aberration) und die Koma. Bildfeldwölbung und Astigmatismus bleiben aber wirksam, während die Verzeichnung aufgrund der symmetrischen Konstruktion unbedeutend ist.
In der Fotografie werden Aplanate heute nicht mehr oft eingesetzt, da es Konstruktionen gibt, die bei etwa gleichem Bauaufwand eine bessere Korrektur der Abbildungsfehler ermöglichen. Der Aplanat wurde in dieser Hinsicht historisch vom Cooke-Triplet und vom Zeiss Protar abgelöst, das als Anastigmat auch keinen Astigmatismus und keine Bildfeldwölbung aufweist.

## Aplanatische Spiegelteleskope
Spiegelteleskope, bei denen die gleichen Abbildungsfehler korrigiert sind, bezeichnet man als aplanatische Spiegelsysteme. Der bedeutendste aplanatische Spiegelteleskoptyp ist das Ritchey-Chrétien-Cassegrain-Teleskop. Bei diesem Teleskoptyp ist ebenfalls die sphärische Aberration und die Koma behoben. Astigmatismus und Bildfeldwölbung werden dabei nicht korrigiert. Setzt man ein solches Teleskop fotografisch ein, fügt man kurz vor dem Sensor ein Linsensystem zur Korrektur der Bildfeldwölbung ein. Bekannte Ritchey-Chrétien-Teleskope sind das Hubble-Weltraumteleskop und die VLT-Teleskope des Paranal-Observatoriums. Das aplanatisch korrigierte Gregory-Teleskop ist länger und hat durch den größeren Sekundärspiegel eine geringere Lichtdurchlässigkeit.

## Aplanate außerhalb der Fotografie
Aplanate aus zwei Achromaten wurden auch in hochwertigen Projektionsscheinwerfern eingesetzt, in denen eine möglichst fehlerfreie Abbildung gewünscht ist. Außerdem kann man Aplanate als Aplanat-Lupen kaufen. Das zahlt sich besonders bei großen Vergrößerungen aus, weil hier die Fehler, verglichen mit schwächeren Lupen, besonders gravierend sind. Wegen des hohen konstruktiven Aufwands sind Aplanate teuer.
In manchen älteren Fachartikeln wurde auch das Mittenzwey-Okular als aplanatisch bezeichnet, obwohl dies nur annähernd zutrifft.